# Euploea intermedia
Euploea intermedia är en fjärilsart som beskrevs av Moore 1883. Euploea intermedia ingår i släktet Euploea och familjen praktfjärilar. Inga underarter finns listade i Catalogue of Life.